# Höh Nuur
Höh Nuur är en sjö som utgör Mongoliets lägsta punkt, belägen i Bajanchongor i Gobiöknen. Sjön befinner sig 560 meter över havet, att jämföra med bergskedjan Tavan Bogd Uul (även 'Najramadlin Orgil'), som utgör den högsta punkten, på 4 374 meter över havet.